# Rächer ohne Waffen
Rächer ohne Waffen (Originaltitel: Gunfighters) ist ein US-amerikanischer Western aus dem Jahr 1947 von George Waggner mit Randolph Scott und Barbara Britton in den Hauptrollen. Der Film wurde von der Producers-Actors Corporation produziert und von Columbia Pictures in den Verleih gebracht. Er basiert auf dem Roman Twin Sombreros von Zane Grey.

## Handlung
Nachdem der Revolverheld Brazos Kane von einem Freund zu einem Duell provoziert wird, um sein Können unter Beweis zu stellen, und ihn dabei erschießt, legt er seine Waffen ab und reitet los, um sich seinem alten Freund Bob Tyrell anzuschließen, einem Cowboy auf der Inskip-Ranch. Brazos kommt gerade rechtzeitig auf der Ranch an und wird Zeuge von Bobs Ermordung. Nachdem Bobs Angreifer davongeritten sind, bringt Brazos seine Leiche zur nahegelegenen Banner-Ranch. Banner, ein mächtiger Rancher, der darauf aus ist, ein Imperium aufzubauen, indem er alle kleinen Rancher im Gebiet auslöscht, beschuldigt Brazos des Mordes an Bob und fordert den Deputy Bill Yount auf, ihn festzunehmen. Bevor er mit Yount davonreitet, übergibt Brazos die Kugel, die Bob getötet hat, an Jane, Banners Tochter, und schickt sie los, um Inskip vor Anschlägen zu warnen. Als Yount sich bereit macht, Brazos aufzuhängen, reitet Inskip ihm zu Hilfe und befreit ihn. Brazos stellt sich freiwillig Sheriff Kiscaden, der die Anklage gegen ihn aus Mangel an Beweisen fallen lässt. Brazos reitet zurück zur Banner-Ranch, um die Kugel von Jane zu holen. Da er Janes Schwester Bess mit Jane verwechselt, verlangt Brazos von ihr die Rückgabe der Kugel.
Bess ist in den Ranchvorarbeiter Bard Macky, den Mann, der Bob ermordet hat, verliebt und erzählt ihm von der Kugel. Sie verspricht, sie für ihn zu besorgen. Nachdem Brazos seinen Fehler erkannt hat, reitet er zur Inskip-Ranch, wo er sich mit Johnny O’Neil anfreundet, einem idealistischen jungen Cowboy, der davon träumt, Brazos Fähigkeiten mit einer Waffe zu erreichen. Als Brazos Inskip den Stiefelabdruck von Bobs Mörder zeigt, identifiziert Inskip den Stiefel als Sonderanfertigung. Kurz darauf wird Johnny von Viehdieben angegriffen, woraufhin Brazos in die Stadt geschickt wird, um den Sheriff zu benachrichtigen.
In der Stadt trifft Brazos auf Bess. Als er einen maßgeschneiderten Stiefelabdruck auf dem Boden ihres Wagens bemerkt, beschuldigt er sie, in der Nacht des Mordes auf Inskips Ranch gewesen zu sein. In der Cantina seines Freundes José wird Brazos von Ben Orcutt, einem von Banners Männern, konfrontiert, der ihn auffordert, die Stadt zu verlassen. Yount versucht, Brazos unter den Hufen seines Pferdes zu zertrampeln, aber Brazos zieht ihn von seinem Pferd und verprügelt ihn. Als er zur Ranch zurückkehrt, drängt Johnny ihn, seine Waffen anzulegen. Stattdessen schickt Brazos ihn los, um Jane um die Kugel zu bitten. Auf der Banner-Ranch verwechselt auch Johnny die Schwestern und überbringt Bess die Nachricht, die für später am Abend ein Treffen in der Mission vereinbart. An Abend bittet Bess Brazos, die Stadt zu verlassen, und versucht, ihn mit einer Umarmung zu überreden. In diesem Moment erscheint Jane und als sie wütend behauptet, die Kugel weggeworfen zu haben, erkennt Brazos, dass Bess sie gestohlen haben muss, um Bard zu schützen.
Am nächsten Tag reitet Bess zur Inskip-Ranch und erzählt Inskip, dass Bard und Orcutt darauf warten, Brazos am Monument Rock aufzulauern. Als Inskip dorthin reitet, um Nachforschungen anzustellen, wird er von Orcutt erschossen. Brazos bringt Inskips Leiche zurück zur Ranch, schnallt die Waffen des Toten um und macht sich auf, um seinen Mord zu rächen. Außerhalb der Stadt warnt der Sheriff Brazos, dass Yount und seine Schläger darauf warten, ihn zu überfallen. Brazos ignoriert jedoch seine Warnung und reitet in die Stadt, gefolgt von Johnny. Im Büro des Sheriffs schießt Brazos Yount in Arm und Beine, bis dieser schließlich zugibt, dass Banner den Mord an Bob angeordnet hat. Um Younts Schläger anzulocken, springt Johnny auf Brazos' Pferd und galoppiert aus der Stadt, nur um von seinen Verfolgern in den Rücken geschossen zu werden. Jane, die von Bess von der Schandtaten ihres Vaters erfahren hat, fleht Brazos an, nachsichtig mit ihm zu sein, und reitet dann nach Hause, um ihre Sachen zu packen. Kurz darauf erscheint Brazos auf der Banner-Ranch, ruft Ben heraus und schießt ihn nieder. Nachdem Brazos Bard in einem Showdown besiegt hat, nimmt Jane Bard die Waffe aus der Hand und schießt auf ihren Vater, als dieser auf Brazos Rücken zielt. Sheriff Kiscaden erscheint und teilt Brazos mit, dass er beabsichtigt, Anklage gegen Banner und Bess zu erheben, und fordert Brazos auf, den Staat zu verlassen. Nachdem Brazos seine Waffen abgeschnallt hat und davonreitet, begleitet Jane ihn auf dem Weg, um ein neues Leben zu beginnen.

## Hintergrund
Gedreht wurde der Film vom 10. September bis zum 28. Oktober 1946 auf der Monogram Movie Ranch in Newhall (Kalifornien), in Sedona (Arizona) und in den Vasquez Rocks.
Herschel Burke Gilbert leitete das Orchester. Drehbuchautor Alan Le May war zugleich Dialogregisseur.
Dorothy Hart gab ihr Spielfilmdebüt.

## Veröffentlichung
Die Premiere des Films fand am 24. Juli 1947 in New York statt. In der Bundesrepublik Deutschland kam er am 25. Februar 1955 in die Kinos, in Österreich im März 1955.

## Kritiken
Der Filmkritiken-Aggregator Rotten Tomatoes hat in einer Auswertung ein Publikumsergebnis von 38 Prozent positiver Bewertungen ermittelt.
Der Kritiker der The New York Times schrieb, abgesehen davon, dass der Film zu lang, die Tonspur oft verschwommen sei und ein Zwillingspaar (Britton und Hart) die Dinge enorm durcheinander bringe, sei er durchschnittliche Kost für eingefleischte Westernsüchtige. Der Film wurde in Cinecolor gefilmt, was nicht als Empfehlung zu verstehen sei.
Der Kritiker des TV Guide sah einen Film, der durch schlechte Schnittarbeit und ein verwirrendes Drehbuch beeinträchtigt werde.